# Omhändertagande
Omhändertagande är ett svenskt juridiskt begrepp som dels kan avse tillfälligt frihetsberövande av en person som är oförmögen att ta hand om sig själv eller kan utgöra en fara för andra (till exempel en person med en farlig smittsam sjukdom), dels kan avse placering av barn och ungdomar för vård i annat hem eller på institution vid fara för den unges liv, hälsa eller utveckling, dels beslag av egendom för att förhindra brottslighet eller som ett resultat av skada. I Sverige kan omhändertagande utföras av poliser, socialtjänsten, Länsstyrelsen, skyddsvakter och ordningsvakter. Länsstyrelsen kan omhänderta djur som far illa eller är övergivna.

## Omhändertagande av barn
Barn och unga kan omhändertas av samhället och placeras utanför hemmet, både med och utan föräldrarnas samtycke. Internationellt och historiskt talar man om fosterhem, barnhem (se även barnhem i Sverige), ungdomshem,  ungdomsvårdsskola och ungdomsfängelse. För en jämförelse mellan Sverige och Västtyskland på 1970-talet, se debatten om barngulag.
I Sverige kan omhändertagande av barn avse placering i familjehem (förr kallat fosterhem), hem för vård eller boende (HVB-institutioner), ungdomshem eller i Statens institutionsstyrelses särskilda ungdomshem (SiS-hem). Den svenska socialtjänstens omhändertagande av barn regleras i socialtjänstlagen (SoL). Tvångsomhändertagande och tvångsvård av barn mot föräldrarnas vilja regleras av lag med särskilda bestämmelser om vård av unga (LVU). En alternativ åtgärd är att barnets föräldrar får hjälp av en stödfamilj (kontaktfamilj). 
Beslut om sådana ingripanden föranleds ofta av att det har kommit in en orosanmälan för barn som far illa till socialtjänsten. Omhändertagandet kan utföras av polisen vid omedelbar fara för barnets liv eller hälsa, annars av socialtjänsten efter beslut i förvaltningsrätten efter ansökan av kommunens socialnämnd. Förvaltningsrättens beslut kan överklagas till kammarrätten. Under rättsprocessen får den unge hjälp av ett offentligt biträde att komma till tals. I väntan på domstolsutlåtande beslutar socialnämnden om omedelbart omhändertagande vid fara för barnens hälsa eller utveckling.
I Sverige får barn normalt omhändertas fram till 18 års ålder, under vissa kriterier till 20 års ålder, för att skydda eller tvångsvis vårda den unge om det finns en påtaglig risk för att den unges hälsa eller utveckling skadas. Hänsyn ska enligt lagen tas till barnets bästa, till den unges vilja, och om möjligt till barnets religion och kulturella tradition. Barnen ska vanligen ges möjlighet till kontakt med sina föräldrar. Placeringen måste ge barnen rätt till god omvårdnad, trygghet och uppfostran enligt föräldrabalken.

### Hälsorisker och vanvård
En svensk studie visar att personer som varit omhändertagna som barn, särskilt i långvarig familjehemsplacering, har flerfaldigt högre risk än jämnåriga i befolkningen att läggas in på sjukhus för självmordsförsök, och för allvarliga psykiatriska störningar, psykoser och depressioner, såväl i tonåren som i ung vuxen ålder. Justeras resultatet för de biologiska föräldrarnas sjukhusinläggningar med en psykiatrisk diagnos eller för missbruk, och för socioekonomiska faktorer, minskade överriskerna till ungefär det dubbla jämfört med personer med liknande födelsehemsförhållanden som inte omhändertagits som barn.
Efter den statliga vanvårdsutredningen 2006–2011, och upprättelseutredningen 2011, framförde den dåvarande socialministern Göran Hägglund en ursäkt å statens vägnar till omhändertagna barn som vanvårdats i statlig regi under åren 1920 till 1980. Hägglund erkände fysisk och psykisk misshandel, sexuella övergrepp och allmän försummelse som många barn tvingats utstå samt statens misslyckande att skydda dessa barn. Ersättningsnämnden tillkom för att kunna ge ekonomisk ersättning till dem som utsatts för övergrepp på barnhem och i fosterhem under åren 1920–1980. Drygt hälften av de som sökte ersättning fick det.

### Statistik
Barn med utländsk bakgrund löpte dubbel så stor risk att bli tvångsomhändertagna jämfört med barn med svenskfödda föräldrar år 2021.
3 689 nya barn och unga tvångsomhändertogs enligt LVU-lagen i Sverige 2013, vilket ökade till 4 675 nya omhändertaganden år 2017, men minskade till 3 486 år 2020. Totalt antal barn med placering för vård utom hemmet enligt SoL eller med tvångsvård enligt LVU, inklusive gamla beslut om placeringar, var 17 366 år 2020. Majoriteten av LVU-placeringarna motiverades av brister i hemmiljön, exempelvis våld eller kränkande behandling, och en mindre del av brister i den unges beteende. De vanligaste skälen till att barn blev omhändertagna i Sverige år 2020 var:
- Barnet for illa eller riskerade att fara illa i hemmet (66 procent av fallen).
- Barnet hade allvarliga beteendeproblem (18 procent av fallen).
- Barnet hade eget missbruk (9 procent av fallen).
- Barnet utsattes för våld eller hot (5 procent av fallen).
- Barnet utsattes för sexuella övergrepp (2 procent av fallen).

### LVU-placering vid hedersproblematik
Hedersrelaterat våld och hedersförtryck, till exempel risk för barnäktenskap, tvångsäktenskap eller könsstympning, kan vara grund för vård enligt LVU. Barnet kan då få utreseförbud eller placeras i skyddat boende. 8 procent av alla LVU-domar i Förvaltningsrätten i Falun under 2016 och första halvan av 2017 hade koppling till flickor som omhändertagits för skydd mot hedersvåld och hedersförtryck.
Av 389 barn och unga som omhändertogs för första gången i sina liv i Västsverige under 2022, rörde 13 fall, eller 3 procent, hedersproblematik. Tio av fallen var flickor som enligt dem själva hotas av tvångsgifte eller våld, och tre fall gällde homosexuella pojkar. Andelen barn med utomnordisk bakgrund var 39 procent bland omhändertagandena, vilket är en viss överrrepresentation i jämförelse med att 26 procent av barn i Västssverige har utomnordisk bakgrund. Den vanligaste motiveringen till omhändertagandena var bristande föräldraskap – som vanvård, psykisk ohälsa och våld.
Religion är enligt Socialstyrelsen inte ett skäl till omhändertagande. Socialstyrelsen tog 2021 fram en vägledning för socialtjänsten om hur man ska arbeta med hedersrelaterat våld och förtryck, där det bland annat står att man ska ta hänsyn till barnets kulturella bakgrund och religion vid placering om det är möjligt och i barnets intresse. Vid hedersförtryck kan det innebära att barnet placeras i en familj med annan religion. LVU-lagen säger att socialnämnden måste ta hänsyn till barnets kulturella bakgrund och religion vid placering, medan socialtjänstlagen och barnkonventionen säger att barnets bästa ska tillgodoses.

### LVU-kampanjen
LVU-kampanjen beskrivs av forskare på Försvarshögskolan som en desinformationskampanj  och konspirationsteoretisk proteströrelse som menar att socialtjänsten i Sverige missbrukar Lag med särskilda bestämmelser om vård av unga (LVU) i syfte att på falska eller felaktiga grunder tvångsomhänderta muslimska barn. Detta har även uppmärksammats av Partiet Nyans, som kommunicerade att de önskade en översyn av LVU-lagen, såväl som en utredning av socialtjänsten. Kampanjen inleddes 2021 och fick ett stort genomslag i media under 2022 och 2023, även internationellt.
Ursprunget till desinformationen bedöms av forskare från Försvarshögskolan härstamma från svenska radikalislamistiska miljöer. Brottsförebyggande rådet skrev i en rapport 2018 att boende i socialt utsatta områden ofta hade lågt förtroende för svenska myndigheter. Vidare skrev de att "Ett återkommande tema [...] handlar om att socialtjänsten lättvindigt omhändertar barn." Myndigheten för psykologiskt försvar, Socialstyrelsen och regeringsföreträdare menar att kampanjen sprider desinformation och konspirationsteorier om att syftet med omhändertagandet skulle vara att sekularisera och assimilera barnen, att det skulle ske godtyckligt och vara mot lagen, att muslimska ungdomar därmed skulle tvingas äta fläsk, ta av sig slöja eller dricka alkohol, att de skulle utnyttjas sexuellt och säljas. De menar att kampanjen riktar hat mot enskilda socialsekreterare och attentatshot mot svenskar, och därför utgör en säkerhetsrisk.

## Paludan-fallet 2022
Fram till 2022 hade en medborgare att klaga till Justitieombudsmannen eller göra en polisanmälan mot poliser om medborgaren ansåg sig vara felaktigt omhändertagen. Men när Rasmus Paludan omhändertogs av polisen i Linköping den 14 april 2022 valde han att överklaga beslutet till förvaltningsrätten. Genom dom den 25 maj 2022 beslutade Förvaltningsrätten i Linköping att det var fel av polisen att beröva Paludan friheten och att en medborgare hade rätt att få ett sådant frihetsberövande prövat av Förvaltningsrätten.

## Omhändertagande av berusad person

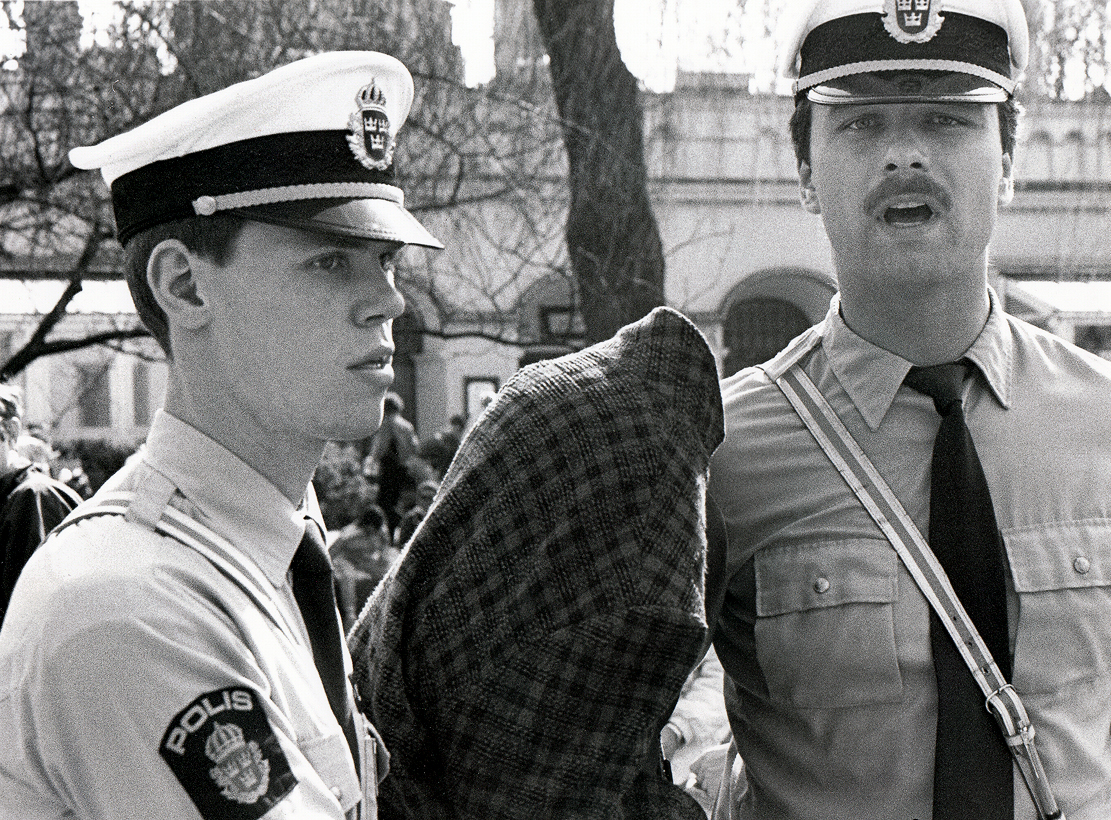
En person ohändertags för störande av ordning i Folkets Park Malmö 1 maj 1985.

Se Lagen om omhändertagande av berusade personer m.m.

## Omhändertagande av egendom
Körkort kan omhändertas, även skadat eller sjukt djur.
En personakt kan omhändertas enligt 7 kap 5 § Socialtjänstlagen där personakt innebär en samlad dokumentation om person eller ärende. Ett exempel är patientjournal.

## Lagar
- Lagen med särskilda bestämmelser om vård av unga (LVU)
- Lag (1976:511) om omhändertagande av berusade personer m.m.[28]
- Polislag (1984:387)[29]
- Föräldrabalk (1949:381)[30]
- Brottsbalk (1962:700)[31]
- Lag (1990:52) med särskilda bestämmelser om vård av unga[32]
- Lag (2007:1150) om tillsyn över hundar och katter[33]
- Lag (1988:870) om vård av missbrukare i vissa fall[34]
- Socialtjänstlag (2001:453)[26]
- Smittskyddslag (2004:168)[35]
- Skyddslag (2010:305)[36]
- Järnvägslag (2004:519)[37]